# HITOE
HITOE（ひとえ、1981年4月7日 - ）は、日本の歌手、ファッションデザイナー、イラストレーター、女性ボーカル&ダンスグループ・SPEEDの最年長メンバーである。出生名および旧芸名は新垣 仁絵（あらかき ひとえ）、現姓本名は夫が一般人であるため非公開。芸能事務所に所属しておらずフリー。
血液型AB型。ヨガのライセンスを取得し、講師としても活動中。ニックネームは、「仁絵ちゃん」、「ヒッチー」である。
SPEEDの最年少メンバー島袋寛子と同じ誕生日で、ちょうど3歳差である。

## 来歴
沖縄県島尻郡具志頭村（現・八重瀬町）出身、東風平町（現・八重瀬町）育ち。沖縄アクターズスクールを経て、SPEEDのリーダーとして1996年にデビュー。グループでは主にダンスとコーラスを担当。
- 1999年4月、TBSテレビドラマ『L×I×V×E』で連続ドラマ初主演。同じSPEEDのメンバー・今井絵理子と共演。
- 1999年6月30日、ソロプロジェクト「HITOE'S 57 MOVE（ヒトエズゴナムーブ）」として初のソロシングル「INORI」をリリースし、オリコンチャート2位を獲得。
  - 7月、「仁絵ブランド」として、新垣がデザインしたTシャツなどが日本全国の専門店で販売開始される。ちなみにこの年はSPEEDとしてチャリティーパーソナリティとして出演し、24時間テレビ 「愛は地球を救う」のTシャツもデザインした。
- 2000年のSPEED解散以降はダンス・絵画の技術を磨くためにアメリカ・ニューヨークの専門学校へ留学。
- 2001年3月31日、東京都渋谷区・原宿にて初の個展を開く。
  - ニューヨーク留学中の2001年9月11日にはアメリカ同時多発テロ事件が発生しており、被害はなかったが自宅はテロ被害にあった世界貿易センタービルの近くであった。この時、同じSPEEDのメンバーであった島袋寛子もニューヨークに滞在していた[1][2]。
- 2002年、日本で芸能活動を再開。他のSPEEDメンバーとともにSONIC GROOVEレーベルに移籍し、「HITOE」名義でソロ歌手として活動。また限定的に再結成したSPEEDでもやはり、リーダーとして活動した。
- 2003年3月には自身初のイラスト集を出版した。
  - 4月、SPEED再結成を発表。年内限定での活動。9月～11月、ライブツアー「Save the Children SPEED LIVE 2003」を開催。
- 2007年6月14日、ヨガのガイド本「HITOEのNY式ハタ・ヨガDVDレッスン」を発売。
- 2008年3月6日、TBS『うたばん』にヨガのインストラクターとして出演、中島美嘉にヨガの指導をした。
  - 8月31日、日本テレビの『24時間テレビ』でSPEEDとして出演。放送後は完全復活を希望する視聴者の声が殺到、11月5日に「あしたの空」（日本テレビ『OLにっぽん』主題歌）をリリースし、完全復活となった。以後SPEEDリーダー・新垣仁絵とソロアーティスト・HITOEの二足のわらじで活動する。
- 2009年6月5日、日本テレビ『スッキリ!!』の「トークッス」にSPEEDとして出演した際、「最近はまっていること」として、阿修羅像に興味を持ち、みうらじゅんによる「阿修羅ファンクラブ」に入会したことを挙げた。
- 2013年4月8日、長らく交際してきた男性と結婚したことを自身のブログで発表した[3]。同時に所属事務所であるヴィジョンファクトリー（現・ライジングプロダクション）を退所、以後はフリーで活動している。これによりSPEEDは事実上、2度目の解散となった[4]。
- その後2020年までは消息不明となっていたが、2021年11月11日にSPEEDがデビュー25周年を記念して発売したグループ初のトリビュート・アルバム『SPEED SPIRITS』のジャケットアートワークを書き下ろしたことが明かされ[5]、同時にグループ脱退及び事務所退社後初となるInstagramを開設し、「Thanks you for x x x x x.」と投稿されている。

## ダンス
- SPEEDではリーダーでありながら地味な存在であったが、メンバーの中ではもっとも音楽に造詣が深く、当時最先端のアメリカのR&Bを研究し、ダンスの振り付けや曲のアレンジ等に取り入れていた。実際にSPEEDの解散前のラストシングル「Long Way Home」の振り付けを行ったのは新垣である。これはSPEEDの中でも抜群にダンスがうまかった新垣だからこそ任されたことである。
- 「ジャマイカ人になりたい」と発言し、実際何度もジャマイカに行き本場のジャマイカミュージックを身につけようとした努力家である。

## 作品

### CD
シングル
|           | タイトル            | 発売日         | レーベル           | 規格品番   | 備考               |
| --------- | ------------------- | -------------- | ------------------ | ---------- | ------------------ |
| 1st       | INORI               | 1999年6月30日  | トイズファクトリー | TFCC-87032 | 廃盤               |
| 2nd       | I'll keep searching | 2002年9月26日  | SONIC GROOVE       | AVCD-16023 | 発売中止           |
| 2nd       | I Got You           | 2002年12月18日 | SONIC GROOVE       | AVCD-16030 | CCCD               |
| 3rd       | I'll Do It My Way   | 2003年2月5日   | SONIC GROOVE       | AVCD-16034 | 2万枚限定生産/CCCD |
| 備考1. 2. |                     |                |                    |            |                    |

アルバム
|     | タイトル          | 発売日         | レーベル     | 規格品番   | 備考 |
| --- | ----------------- | -------------- | ------------ | ---------- | ---- |
| 1st | I'll Do It My Way | 2002年12月18日 | SONIC GROOVE | AVCD-16031 | CCCD |

書籍
- HITOE ARAKAKI 『VIBE ART』 （2003年、エイベックス） ISBN 4-04-894102-X

推薦文は山田詠美が執筆
DVD
- HITOEのNY式ハタ・ヨガDVDレッスン (2007年)

## 出演
テレビドラマ
- L×I×V×E（1999年、TBS）戸之塚 優希 役

映画
- アンドロメディア（1998年、松竹）ナオ 役
- 男はソレを我慢できない（2006年7月29日公開、キネティック）ひとえ 役

バラエティ・情報番組
- おもいっきりイイ!!テレビ（日本テレビ）
- うたばん（TBS）

2番組ともにヨガのインストラクターとして出演。
- オールスター感謝祭（1999年3月27日・TBS）

イベント
- JOGLISオープン記念特別イベント“LOVE’S YOGA”（2009年11月）
  - TOKYO FM HALLで約50人の客ともにヨガのレッスンを行なった。